# Prosopocera patriziana
Prosopocera patriziana là một loài bọ cánh cứng trong họ Cerambycidae.